# Gisenyi
Gisenyi ist eine Stadt am Kiwusee in Ruanda mit etwa 252.000 Einwohnern (2022). Sie verfügt über einen Sandstrand, der für Wassersport bekannt ist, sowie über eine Brauerei. Der Ort liegt an der Grenze zur Demokratischen Republik Kongo, gegenüber der kongolesischen Stadt Goma und wie diese am Fuße des Vulkans Nyiragongo.

## Geschichte
Gisenyi wurde 1901 oder 1902 als deutscher Militärposten an der Grenze zu Belgisch-Kongo gegründet. Zunächst in Zelten untergebracht, begann später der Bau von festen Unterkünften für die 11. Kompanie der Schutztruppe für Deutsch-Ostafrika. Der Ort lag an einer traditionellen Handelsroute, auf der Sklaven, Elfenbein, Tabakwaren, kupferne Artikel und Salz aus dem Kongo gegen Ziegen und Rinder aus Ruanda getauscht wurden. Zur deutschen Kolonialzeit gab es in Gisenyi eine deutsche Zollstation und ein paar europäische Handelsgesellschaften gründeten dort Niederlassungen.
Im August 1914, zu Beginn des Ersten Weltkrieges, zog der Oberkommandierende der deutschen Truppen in Ostafrika, Paul von Lettow-Vorbeck, die 11. Kompanie aus Gisenyi nach Tansania ab und ein einheimischer ruandischer Militärverband unter dem deutschen Hauptmann Max Wintgens hielt Gisenyi. Im Oktober 1914 konnten die mit zehnfacher Übermacht Gisenyi angreifenden Belgier zunächst zurückgeschlagen werden, eroberten aber dann den Ort und brannten den deutschen Militärposten nieder. Eine deutsche Rückeroberung von Gisenyi misslang.
Ab 1976 war Gisenyi zunächst formaler Sitz der Wirtschaftsgemeinschaft der Länder der Großen Seen. Während des Völkermordes in Ruanda 1994 war die provisorische Regierung Ruandas in Gisenyi einquartiert. Viele Flüchtlinge flohen über Gisenyi in den Kongo.
Bis zum 1. Januar 2006 gab es auch eine Provinz Gisenyi. Heute gehört Gisenyi zum Distrikt Rubavu in der Westprovinz.
Der Ausbruch des Vulkans Nyiragongo am 22. Mai 2021 löst eine Fluchtbewegung von der benachbarten, vielfach größeren Stadt Goma (DR Kongo) ostwärts nach Ruanda aus, das seine Grenze schon in der Folgenacht öffnete.

## Bevölkerung
| Jahr | Einwohner |
| ---- | --------- |
| 1978 | 12.655    |
| 1991 | 22.156    |
| 2012 | 149.209   |
| 2022 | 252.090   |

## Verkehr
In der Stadt befindet sich der Flughafen Gisenyi. In der nahegelegenen Demokratischen Republik Kongo liegt die Millionenstadt Goma und der Flughafen Goma. Von dort kommend läuft auf ruandischer Seite die Nationalstraße 2 am Kiwusee entlang in Ost-West-Richtung durch Gisenyi und weiter Richtung Nordosten über Ruhengeri und von dort Richtung Südosten bis nach Kigali.